# Auberge de Castille (La Valette)
Pour les articles homonymes, voir Auberge de Castille.
 (juillet 2015).
Si vous disposez d'ouvrages ou d'articles de référence ou si vous connaissez des sites web de qualité traitant du thème abordé ici, merci de compléter l'article en donnant les références utiles à sa vérifiabilité et en les liant à la section « Notes et références ».
L’Auberge de Castille, de Léon et du Portugal (maltais : I Berga tal-Kastilja) est l'une des sept auberges originellement construites à La Valette, sur l'île de Malte pour les chevaliers de l'ordre de Saint-Jean de Jérusalem. L'Auberge abritait à l'origine la langue de Castille, de León et de Portugal. 
Le bâtiment abrite actuellement le bureau du Premier ministre de Malte.

## Localisation
Le bâtiment est situé dans le Castille Square, près de la Bourse de Malte et des jardins d’Upper Barrakka. L'Auberge est située au point le plus élevé de La Valette et surplombe la zone portuaire.

## Histoire

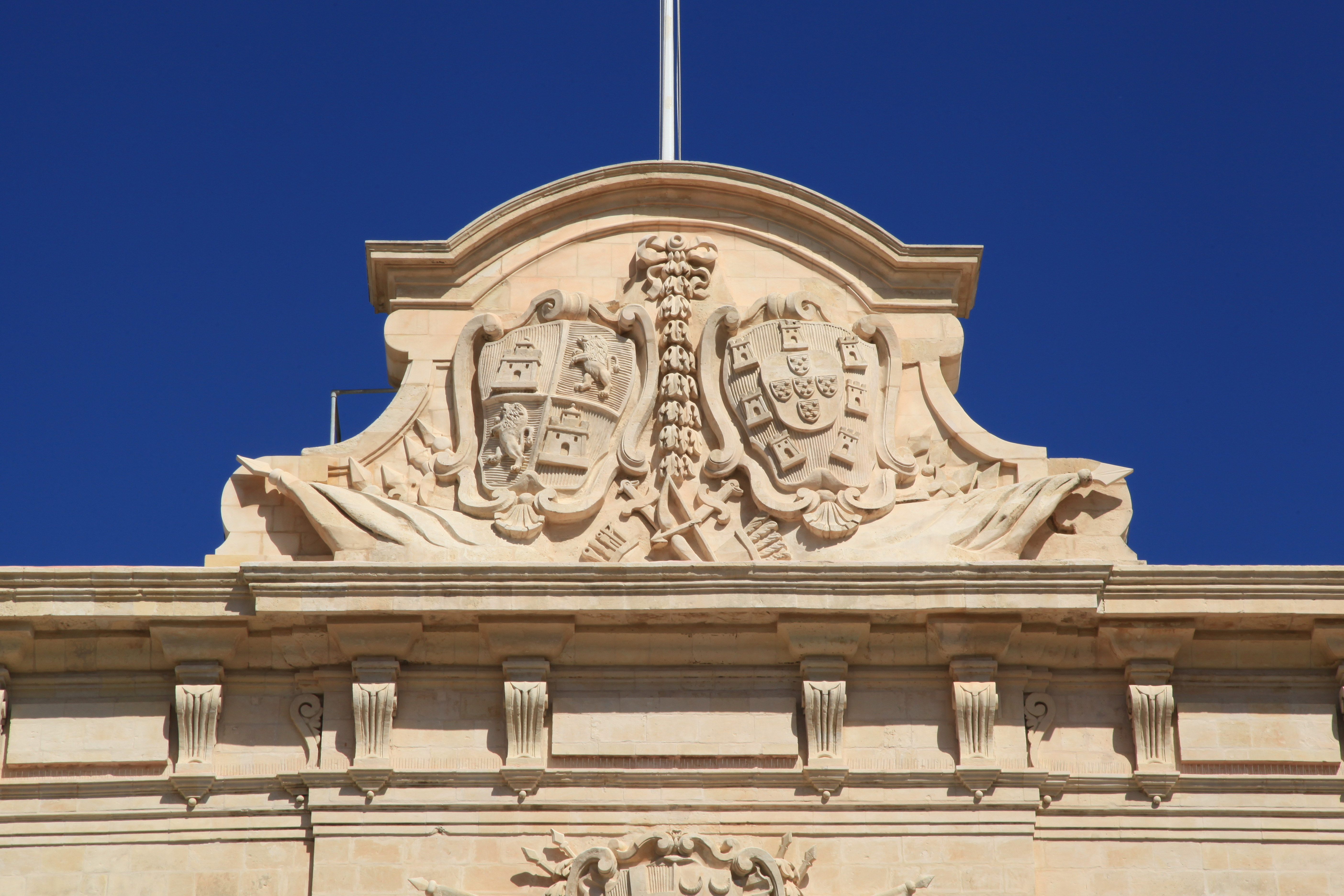
Vue du fronton ou sont gravées les armoiries de Manoel Pinto da Fonseca.

L'Auberge de Castille a été construit entre 1571 et 1574 pour abriter les chevaliers de la Langue de Castille, de León et du Portugal, l'une des langues les plus puissantes de l'ordre des Hospitaliers de Saint-Jean de Jérusalem. Le bâtiment a été conçu par l'architecte maltais Ġlormu Cassar.
L'Auberge a été entièrement reconstruite de 1741 à 1745, au cours du règne du grand maître Manoel Pinto da Fonseca dans un style baroque par un autre architecte maltais, Andrea Belli. Les armoiries de Castille, de León et du Portugal, ainsi que les armoiries personnelles de Manuel Pinto ont été sculptées sur la façade à cette époque. Un buste de Manuel Pinto a également été sculpté.

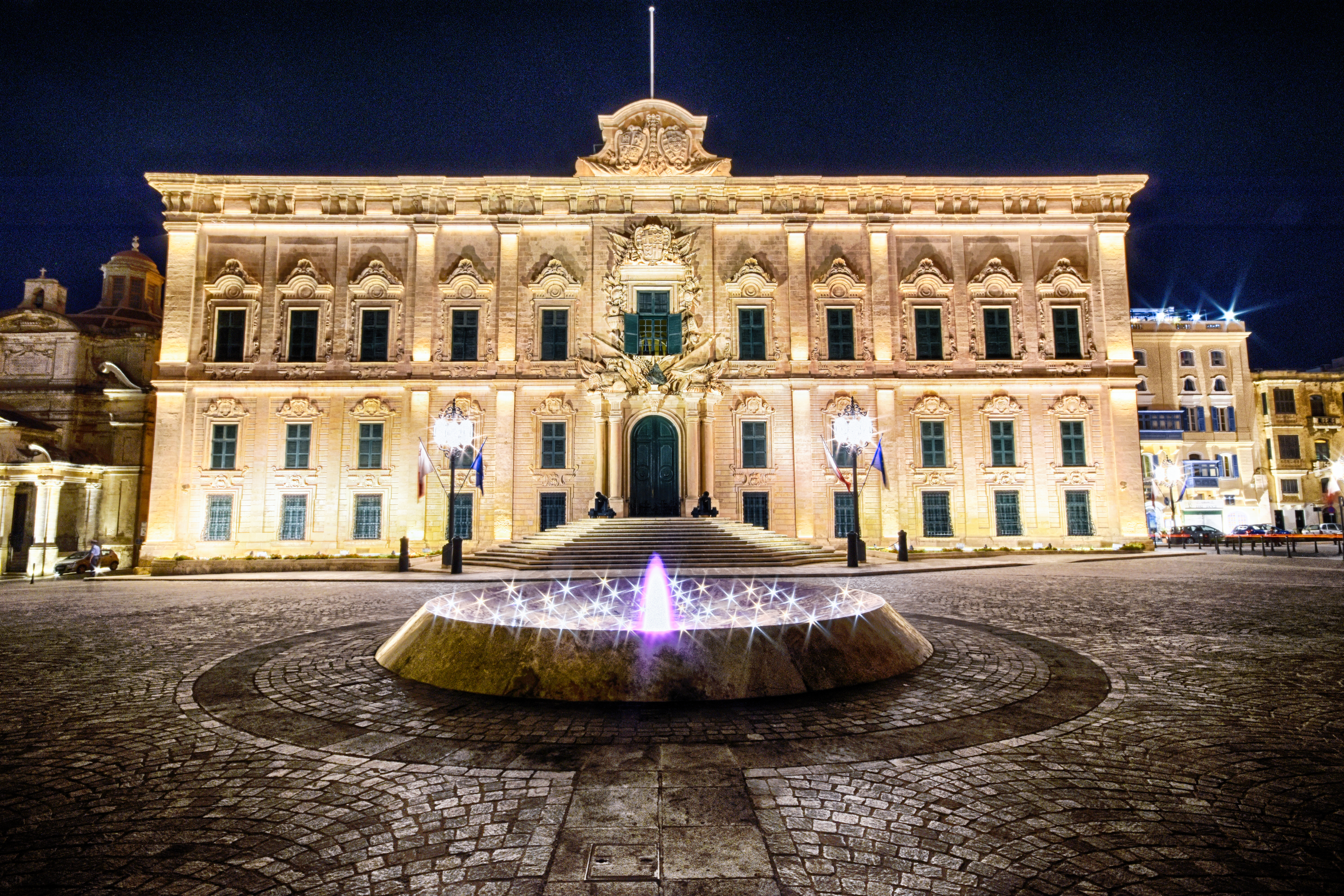
Vue de la façade principale de l'Auberge de Castille.

L'Auberge est ensuite devenu le siège des forces armées britanniques à Malte en 1805 lorsque l'île est passée sous domination britannique. En 1814, un contingent de soldats handicapés de l'armée d'Égypte a été logé dans l'auberge. Une chapelle protestante a été ouverte dans l'une des pièces du premier étage en 1840. 
En 1889, une station de radio militaire avec une grande antenne a été installée sur le toit afin de communiquer avec les navires de guerre de la flotte britannique en Méditerranée. Durant la Seconde Guerre mondiale, l'auberge a été bombardée et a subi des dommages graves au niveau de l'entrée. Après la guerre, la section endommagée a été reconstruite et l'antenne retirée.

## Bureau du Premier ministre maltais

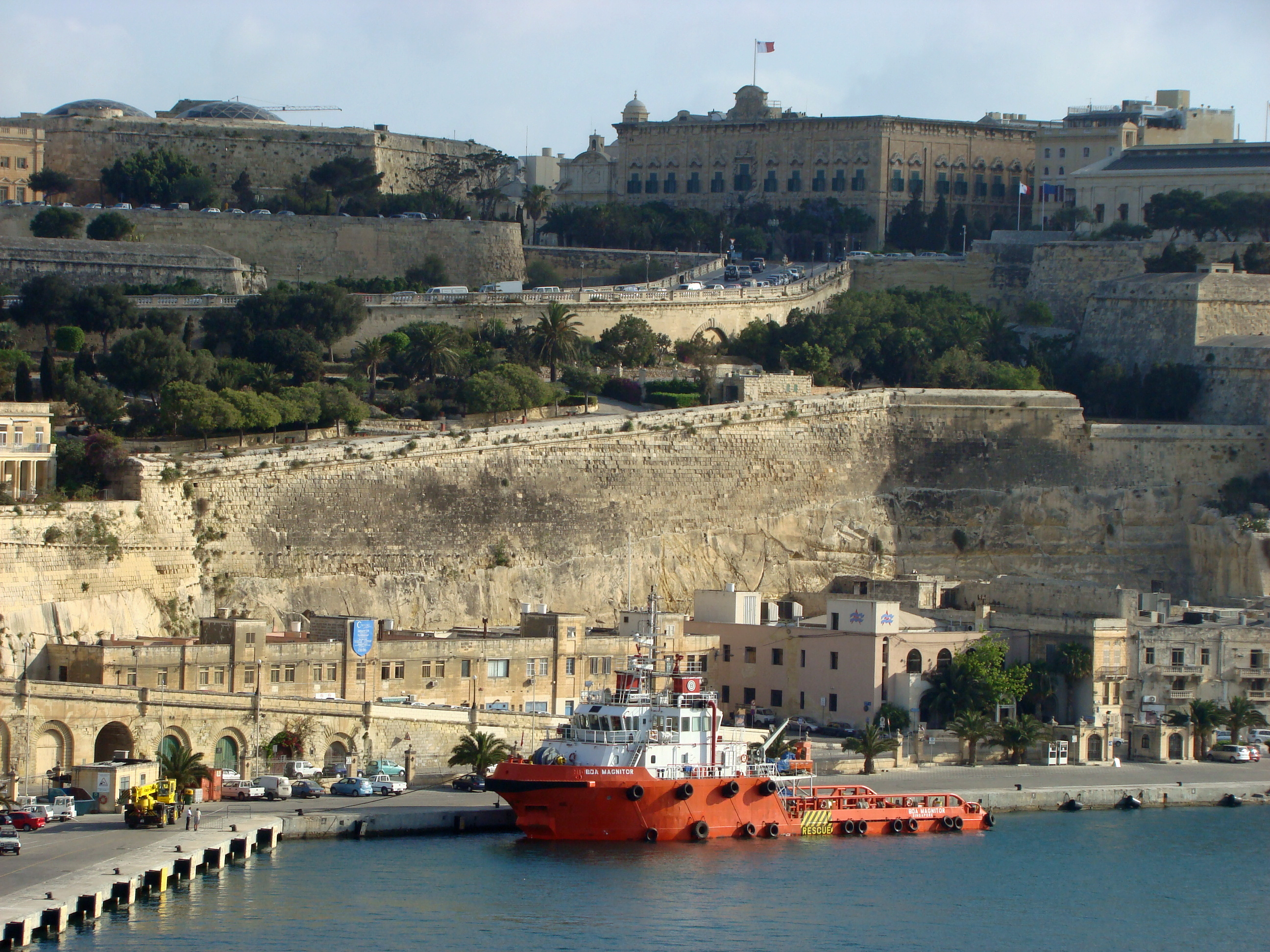
Vue de l'auberge surplombant le port de La Vallette.

Le Bureau du Premier ministre a été déplacé de l'auberge d'Aragon à l'auberge de Castille, le 4 mars 1972. Dans ce bâtiment, le Premier ministre dirige le gouvernement et tous les mardis il réunit le conseil des ministres dans l'auberge.

## Restauration du bâtiment

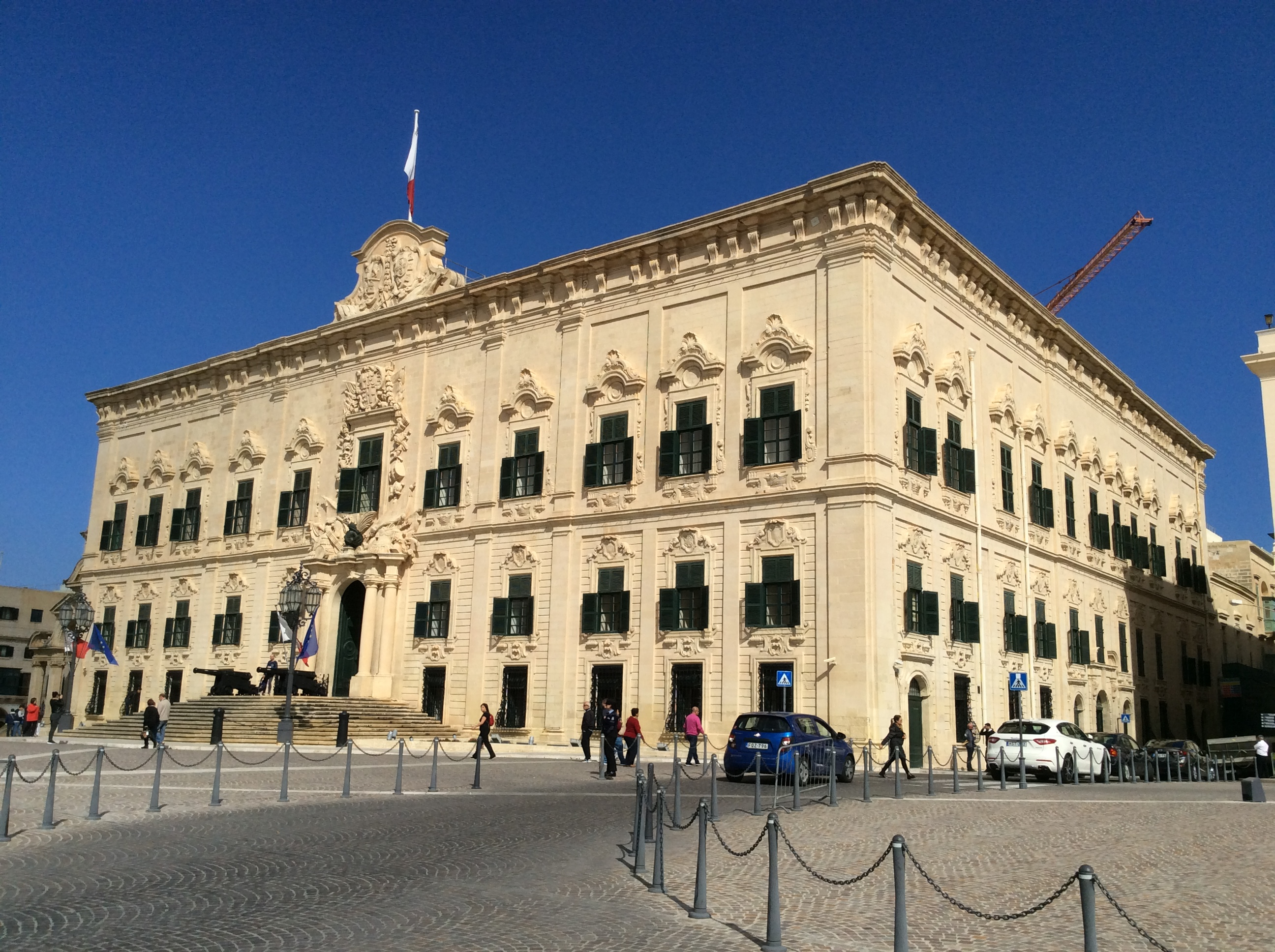
L'Auberge de Castille.

Au fil des ans, une partie de la pierre a commencé à s'effriter et les façades ont été noircies par la pollution. La Restauration de l'Auberge a donc commencé en 2009 et s'est achevée au milieu de l'année 2014.